# LO Lernende Organisation
LO Lernende Organisation ist eine österreichische Zeitschrift für Relationales Management und Organisation.

## Inhalte
LO Lernende Organisation verbreitet neue Relationale Perspektiven, Modelle, Methoden und Werkzeuge zu den Themen Management und Organisation. Diese werden ausschließlich durch Fachautoren verfasst. Dabei wird beim Leser kein wirtschaftliches Fachwissen vorausgesetzt.
Jedes Heft hat einen thematischen Schwerpunkt wie Unternehmensführung, Coaching-Interventionen im Alltag, Selbstverantwortung in der Führung oder Micro Management, es gibt aber auch makroökonomisch relevante Themen wie z. B. Zukunft der Arbeit – Arbeitsformen der Zukunft oder 40+. In der Rubrik Brennpunkt stellt die Chefredakteurin Sonja Radatz die Relationale Aufbereitung des Schwerpunktthemas vor.

## Geschichte
LO Lernende Organisation wurde 2001 von der heutigen Chefredakteurin und Herausgeberin Sonja Radatz gegründet.

## Erscheinungsweise
Die Zeitschrift erscheint sechsmal pro Jahr jeweils am 1. Januar, März, Mai, Juli, September und November. Sie wird (Stand ?) von ca. 5.000 Lesern pro Nummer (LpN) gelesen. Geschäftsführer, Vorstände und CEOs erhalten ein kostenloses Online-Click-Abo der Zeitschrift. Auf der Homepage befindet sich ein Online-Archiv der erschienenen Texte und ein 2-Minuten-Statement Film der Herausgeberin zum jeweiligen Schwerpunkt der Ausgabe.
LO Lernende Organisation wird von der Zielorientierten Entwicklung von Menschen, Teams und Unternehmen GmbH herausgegeben.